# Viry Évry Nord Sud Essonne
Le Vense (Viry Évry Nord Sud Essonne), devenu ATHLE91 en 2007, est un club d'athlétisme français majeur. Le club de Ladji Doucouré, Elisabeth Grousselle et de nombreux champions français actuels et du passé.

## Pour approfondir